# Aucklandsko vulkansko polje
Aucklandsko vulkansko polje je območje monogenetskih vulkanov, ki ga pokriva večji del metropolitanskega območja Aucklanda, največjega mesta Nove Zelandije, in je na Severnem otoku. Približno 53 vulkanov na tem področju je ustvarilo raznoliko paleto maarov (eksplozivnih kraterjev), obročev tufa, stožcev skorije in tokov lave. Z izjemo Rangitota noben vulkan ni izbruhnil več kot enkrat, drugi izbruhi pa so trajali različno dolgo, od nekaj tednov do več let. Rangitoto je izbruhnil večkrat in nedavno dvakrat; v izbruhu, ki se je zgodil pred približno 600 leti, ki mu je sledil drugi izbruh približno 50 let kasneje. Polje v celoti napaja bazaltna magma, za razliko od eksplozivnega vulkanizma, ki ga poganja subdukcija, na osrednjem Severnem otoku, kot sta gora Ruapehu in jezero Taupō.

## Lastnosti
Polje se razteza od jezera Pupuke in otoka Rangitoto na severu do Matukutururu (gora Wiri) na jugu in od gore Albert na zahodu do gore Pigeon na vzhodu.
Prvi zračnik je izbruhnil pri Pupuku pred 193.200 ± 2800 leti. Najnovejši izbruh (pred približno 600 leti in v zgodovinskem spominu lokalnih Maorov) je bil Rangitoto, otoški ščitni vulkan vzhodno od mesta, ki je izbruhnil 0,7 kubičnih kilometrov lave. Zadnji vulkan, ki je izbruhnil, je bil veliko večji od vseh drugih, saj je Rangitoto predstavljal 41 odstotkov celotne količine izbruhanega materiala na tem polju z značilnostmi naklona in simetrije okoli eruptivnih odprtin, ki jih vidimo v bazaltnih ščitastih vulkanih, kot bi lahko pričakovali, ki je morda pokopal druge vulkane in je zdaj znano, da ima 1000-letno čudno zgodovino izbruhov. Drugi vulkani na tem področju so razmeroma majhni, večina jih je nižjih od 150 metrov.
Jezero Pupuke, na severni obali blizu Takapune, je krater vulkanske eksplozije. Nekaj podobnih kraterjev, kot je kotlina Ōrākei, je odprtih proti morju.
Polje je ustvarilo obsežne tokove lave, ki pokrivajo velik del Aucklandske ožine. Eden od najdaljših poteka od Mt. Saint John proti severu, skoraj prečka pristanišče Waitematā in tvori greben Meola. Odkrili so več kot 50 lava cevi in drugih lava jam, vključno z 290 metrov dolgo lavo jamo Wiri. Druga najdaljša posamezna jama na območju Aucklanda, približno 270 metrov v skupni dolžini, je Cave of a Thousand Press-ups vzhodno od Maungakiekie / One Tree Hill. Dve impresivni vdolbini, ki ju je povzročilo zrušitev jame lave, sta jama Puka Street in bližnji ribnik Hochstetter, znan tudi kot ribnik Grotto Street, v Onehungi.
Večino od 200.000 let, kolikor je polje bruhalo, je bil planet v ledeniških obdobjih, kjer je bila gladina morja precej nižja zaradi vode, ki je bila zaprta kot led, pristanišči Waitemata in Manukau pa sta bili suhi. Vsi vulkani so verjetno izbruhnili na kopnem, razen Rangitota, ki je izbruhnil v sedanjem medledenem (toplejšem) obdobju.

### Tektonski odnosi
Regija Auckland leži znotraj Avstralske plošče, približno 400 kilometrov zahodno od njene meje plošče s Pacifiško ploščo. Vulkani so južno od geološke regije, imenovane Northland Allochthon, severni vulkani pa so nad zgodnjemiocenskimi sedimentnimi usedlinami skupine kamnin Waitematā, južni vulkani pa nad postmiocenskimi sedimenti. Velik delež vulkanov na terenu, zlasti tistih s stožčastimi strukturami, leži znotraj 500 metrov od domnevnih ali znanih prelomov, s pridržkom, da so to neaktivni zgodovinski prelomi in za razliko od mnogih drugih vulkanskih polj je redkost, da so vulkani dejansko na prelomnici. Struktura teh regionalnih prelomov v Aucklandu in iz njih izhajajočih prelomnih blokov je zapletena, vendar se lahko domneva, da so njihove lokacije, tako kot vulkansko polje, povezane z gravitacijskimi variacijami in mestom, kjer Stokesova magnetna anomalija poteka skozi ta del Severnega otoka. Polje je del vulkanske province Auckland, ki obsega štiri vulkanska polja z bazaltnim vulkanizmom znotraj plošče, ki se začne na jugu, pri Oketeju, blizu Raglana v poznem pliocenu (2,7–1,8 milijona let). Dejavnost se je od takrat premaknila proti severu prek Ngatutura, južnega Aucklanda in aucklandskih polj.

## Človeški kontekst

### Mitologija
Miti Tāmaki Māori opisujejo ustvarjanje vulkanskega polja kot stvaritev Mataaha (varuha zemeljskih skrivnosti) in njegovega brata Rūaumoka (boga potresov in vulkanov), ki sta nastala kot kazen proti plemenu patupaiarehe, nadnaravnih bitij, ki živijo v Waitākere Ranges, ki je uporabil smrtonosno magijo z zemlje, da je premagal vojno skupino patupaiarehe iz Hunua Ranges. V nekaterih tradicijah boginja ognja Mahuika ustvari vulkansko polje, da ogreje Mataaha, potem ko njegova žena odide in vzame njegovo obleko. Zaradi njihove tesne povezanosti z Mataaho se lahko vulkanske značilnosti skupaj imenujejo Nga Maunga a Mataaho (»gore Mataaho«) ali Ngā Huinga-a-Mataaho (»zbrani vulkani Mataaho«).  Številne vulkanske značilnosti Māngere se lahko imenujejo Nga Tapuwae a Mataoho (»Sveti odtisi Mataoha«), vključno z laguno Māngere, Waitomokia, hribom Crater, Kohuora, laguno Pukaki in hribom Robertson. Številna imena vulkanskih elementov v maorskem jeziku se nanašajo na Mataaho po imenu, vključno s Te Pane o Mataaho (gora Māngere), Te Tapuwae a Mataoho (Robertsonov hrib) in Te Kapua Kai o Mataoho (krater Maungawhau / Mount Eden ).

### Uporaba
Številne maunge (gore) so zasedale znatne māorske pā (utrdbe) pred naselitvijo Pākehā (Evropejcev), veliko teras in drugih arheoloških ostankov pa je še vedno vidnih. Številni stožci so bili zravnani ali močno spremenjeni, deloma zaradi zgodovinske uporabe Maorov, večinoma pa zaradi relativno nedavnega pridobivanja gradbenih materialov (zlasti skorije). Vendar pa je veliko preostalih vulkanov zdaj ohranjenih kot znamenitosti in parki.
Toplejše severne strani gora so bile prav tako priljubljene med zgodnjimi naseljenci Pākehā za stanovanja. V 1880-ih sta bili Takarunga / gora Victoria in Maungauika / Severna glava razviti kot vojaški objekt zaradi strahu pred rusko invazijo. Stožci so zaščiteni tudi z zakonom iz leta 1915, Reserves and Other Lands Disposal and Public Bodies Empowering Act 1915, ki je bil sprejet zaradi zgodnjih skrbi, da se značilna pokrajina erodira, zlasti zaradi kamnolomov. Čeprav je bil pogosto prezrt do konca 20. stoletja, je med drugim zmanjšal resne spremembe na gori Roskill, ki jih je predlagal Transit New Zealand za jugozahodno avtocesto.
Marca 2007 je Nova Zelandija predložila vulkansko polje z več posebej imenovanimi značilnostmi kot kandidata za območje svetovne dediščine na podlagi edinstvene kombinacije naravnih in kulturnih značilnosti. Takrat sta bila le 2 odstotka od več kot 800 območij svetovne dediščine po vsem svetu v tej »mešani« kategoriji.
Večino zgodovine Aucklanda po letu 1840 so gore različno upravljali novozelandska krona, Aucklandski svet (ali njegovi nekdanji organi, vključno z mestnim svetom Aucklanda in mestnim svetom Manukaua) ali Ministrstvo za ohranjanje.
V pogodbi iz Waitange iz leta 2014 med krono in kolektivom Ngā Mana Whenua o Tāmaki Makaurau 13 aucklandskih iwi in hapu (znanih tudi kot kolektiv Tāmaki), je bilo lastništvo 14 Tūpuna Maunga (gora prednikov) Tāmaki Makaurau / Auckland dodeljeno kolektivu. Zakonodaja je določala, da je zemljišče v skrbništvu »v skupno korist Ngā Mana Whenua o Tāmaki Makaurau in drugih prebivalcev Aucklanda«. Organ Tūpuna Maunga o Tāmaki Makaurau ali organ Tūpuna Maunga (TMA) je soupravna organizacija, ustanovljena za upravljanje 14 Tūpuna Maunga. Svet Aucklanda upravlja Tūpuna Maunga pod vodstvom TMA.

### Nevarnosti
Ker polje ni izumrlo, se lahko novi vulkanski dogodki pojavijo kadar koli, čeprav je običajno obdobje med dogodki v povprečju nekje med sto in tisoč leti. V zadnjih 50.000 letih je bil vsaj en izbruh na vsakih 2500 let. Vendar pa bi bili učinki takega dogodka – zlasti izbruha v polnem obsegu – precejšnji, od piroklastičnih tokov do potresov, bomb lave, padanja pepela in sproščanja vulkanskega plina ter tokov lave. Ti učinki se lahko nadaljujejo več mesecev in lahko povzročijo precejšnje uničenje in motnje, od zakopavanja znatnih delov stanovanjske ali poslovne nepremičnine do srednje- do dolgoročnih zaprtij večjih delov državne infrastrukture, kot je pristanišče Auckland, omrežje državnih cest ali letališče Auckland. Možno je, da bi lahko izbruhnilo več vulkanov hkrati. Obstajajo trdni dokazi, da je bilo osem izbruhov v razponu približno 3000 let, med 31.000 in 28.000 leti.
Večina eruptivnih dogodkov na tem področju je bila majhnega obsega, zelo časovno omejena, običajno vključuje manj kot 0,005 km³ magme, ki se prebija na površje. Vendar ima lahko enaka količina magme za red velikosti drugačen vpliv. Podvodni izbruh, za katerega je bolj verjetno, da bo eksploziven, je povzročil nastanek 0,7 km širokega kraterja Ōrākei, ki je uničil območje 3 km³ zaradi nastajanja kraterja in udarca vznožja. To je v nasprotju s stožcem s premerom približno 0,5 km, ki ga ustvari enaka količina dvigajoče se magme, za katero bi lahko pričakovali, da bo uničila območje 0,3 km³, če ni interakcije s podtalnico. Modeliranje je pokazalo, da bo naslednji izbruh v vulkanskem polju verjetno povezan z vodo in na območju, ki se razteza od osrednjega mesta do njegovega severnega in severovzhodnega predmestja, ki obdaja in vključuje pristanišče Waitemata. Znotraj Nove Zelandije je vulkanska nevarnost na tem področju ocenjena pod stopnjo vulkana v vulkanski coni Taupo, vendar jo bo prizadeto prebivalstvo verjetno razumelo kot večjo potencialno nadlogo, če se pojavi.
Vzpostavljene so bile različne operativne strukture, načrti in sistemi za pripravo odzivov na vulkansko dejavnost v urbanih območjih, ki so večinoma usklajeni v Načrtu ukrepov ob nepredvidljivih dogodkih vulkanskega polja Aucklanda regionalnega sveta Aucklanda, ki zagotavlja okvir za interakcijo civilne zaščite in nujne službe med izbruhom. Auckland ima tudi mrežo za seizmično spremljanje, ki jo sestavlja šest seizmometrov – vključno z enim 250 metrov globoko v Riverheadu – in trije repetitorji v regiji, ki bodo zaznali manjše tresljaje, ki bodo verjetno pred vsako vulkansko aktivnostjo. To bo verjetno dalo od nekaj ur do večdnevno opozorilo o bližajočem se izbruhu in njegovi približni lokaciji.
Aucklandski vojni spominski muzej, ki je sam zgrajen na robu kraterja Pukekawa, ima razstavo na terenu, vključno z »izkušnjo veččutnega obiskovalca ulice Puia«, ki simulira pogled s tribune na izbruh v Aucklandu.